# Suej Sin-mej
Suej Sin-mej (čínsky pchin-jinem Suí Xīnméi, znaky 隋新梅; * 29. ledna 1965) je bývalá čínská atletka, jejíž specializací byl vrh koulí.
V roce 1991 se stala halovou mistryní světa ve vrhu koulí. V stejné sezóně byla kvůli užití dopingu diskvalifikována na dva roky. V roce 1995 obsadila na světovém halovém šampionátu i na mistrovství světa pod širým nebem páté místo. Na olympiádě v Atlantě v roce 1996 vybojovala v soutěži koulařek druhé místo. Její osobní rekord 21,66 m pochází z roku 1990.